# Humusation
L'humusation est un terme désignant un processus particulier de réduction organique des corps humains, la transformation du corps des défunts en humus. 
À ce jour, elle n'est pas autorisée en Europe.

## Processus
- Si vous ne connaissez pas le sujet, laissez ce bandeau (vous pouvez alors contacter les auteurs).
- Si vous supprimez le contenu mis en cause (vous pouvez préalablement contacter les auteurs),

argumentez précisément cette suppression dans la page de discussion
(un manque de référence n'est pas un argument ; une recherche réelle de référence doit avoir été effectuée, être formellement documentée).
Le processus d'humusation[source insuffisante] se déroule en trois étapes distinctes.
- Métamorphose : elle dure environ 100 jours et permet d’obtenir la décomposition complète des chairs grâce au microbiote du corps et à ses milliards de bactéries qui interviennent. Grâce au broyat de végétaux frais disposé autour de la dépouille entourée d’un linceul, une montée en température (dite phase thermophile) pouvant aller jusqu’à 70° favorise une hygiénisation de la matière au cours de laquelle les pathogènes, éventuellement présents, sont neutralisés et les chaînes moléculaires composant certains produits toxiques sont scindées, les rendant inoffensifs.
- Humification : elle dure environ 9 mois et démarre avec la réduction mécanique des os et leur dispersion dans la butte. Elle correspond à la maturation de la matière qui se transforme totalement en humus à l’issue du processus grâce aux innombrables acteurs composant la microfaune du sol chargée de « digérer » la matière organique pour la rendre assimilable sous forme minérale au profit de l’alimentation des végétaux.
- Offrande à la Terre : Douze mois après la mise en humusation, une partie de l'humus obtenu (+/- 1 % = +/- 15 litres[a]) est réinsérée dans de l'humus originel, au sein d'un espace distinct dédié au souvenir et au recueillement des proches, nommé « Forêt du souvenir », pour y faire pousser un arbre en mémoire du défunt[b].

Le passage (transfert de l'humus) d'un lieu à un autre, peut donner lieu à une cérémonie symbolique. La stèle commémorative est déplacée à l'endroit de pousse de l'arbre.
Selon les techniques agréées[Où ?], l'humus restant est utilisé par exemple, pour régénérer, de manière non commerciale, des sols malmenés nécessitant d'être régénérés.

## Historique

### Belgique
- 2014 : pétition lancée pour légaliser l'humusation[2].
- 2017 : approbation d'une motion, à l'unanimité, par le Conseil Communal de la ville de Liège visant à faire reconnaître le principe d’Humusation comme mode légal de sépulture en demandant à la Région Wallonne de financer des tests scientifiques[3]. Ces derniers ont été confiés à l’UCLouvain par le Ministre de l’Environnement de l’époque, Carlo di Antonio, justifiant cette démarche par le fait que les pratiques actuelles sont très polluantes[4].
- 2018 : 
  - 15 janvier : motion déposée au conseil communal de Mons par le groupe Ecolo pour faire reconnaître l’humusation comme mode légal de sépulture[5].
  - 19 novembre : adoption par la région de Bruxelles-Capitale d'une ordonnance en faveur de l’humusation, qui ne sera d’application qu’après confirmation de tests concluants. C’est la première mention du terme " humusation" dans la législation belge.
  - 14 décembre : l'UCLouvain, mandaté par la Région Wallonne en vue de valider scientifiquement le processus d'humusation, engage des expérimentations sur des porcs[6].

- 2020 : 
  - 26 octobre : à la suite des conclusions de l'étude de l’UCLouvain, le ministre des Pouvoirs locaux, Christophe Collignon déclare qu'« il a été décidé de ne pas prolonger la réflexion sur une possible réglementation de l’humusation en Wallonie », tant pour les animaux que pour les humains[7].
  - 03 décembre : publication du rapport d'expérimentation de l'UCLouvain[6]. L'UCLouvain conclut que « l'humusation naturelle telle qu'étudiée ici n'apporte pas une réponse satisfaisante aux enjeux présentés dans la préface ».
  - 04 décembre : publication de la critique du rapport de l'UCLouvain par la Fondation Métamorphose[8] (créatrice de la technique) expliquant que contrairement à ce que l'UCLouvain aurait conclu, l'UCLouvain n'aurait pas utilisé les techniques précises préconisées par la Fondation Métamorphose ni même collaboré avec cette dernière pour la réalisation des tests pour garantir ainsi l'efficacité du procédé créé. Certains paramètres (taux d’humidité du broyat, épaisseur du linceul, influence de certains activateurs de compost, taille du tas, ...) méritant d’être étudiés de manière plus approfondie afin que l’humusation puisse être validée "scientifiquement" et fournir toutes les garanties nécessaires pour la réussite du procédé préconisé dont, par exemple, un taux d'humidité adéquat dans les buttes (l'une d'elles ayant été enterrée lors des tests de l'UCLouvain, ce qui n’est pas le processus préconisé) et l'impérieuse nécessité de recourir à des spécialistes du compostage experts en humusation pour la réalisation des tests.

- 2021 :
- 21 janvier : À la suite de la publication du rapport de l'UCLouvain, les asbl Le Pax Funèbre (http://www.lepaxfunebre.be) et Organicland, membres fondateurs de la Coopérative Humusation (https://www.humusation.org/), dépose la radioscopie mondiale de l'humusation. Cet ouvrage a pour but de faire évoluer le concept à base de BRF défendu par les adeptes ainsi que de renouer un dialogue avec les différentes régions.

- 8 juin : pétition lancée sur le site du Parlement wallon[9] afin que des porteurs du projet puissent se faire entendre des autorités "pour que le Parlement Wallon autorise les tests scientifiques sur l'humusation de quelques corps humains", aucune des demandes d’audition adressées à la Commission des Pouvoirs Locaux chargée des funérailles et sépultures n’ayant abouti.

- 2022 :
  - 22 janvier : Une butte témoin et une butte martyre avec une carcasse de porc (https://w ww.youtube.com/watch?v=K-P32mTtens) sont constituées. Après 132 jours, les résultats suivant la radioscopie ne satisfont pas les membres de la Coopérative car la technique en rajoutant de la paille et du foin ne correspond pas à Ieur méthode. En conséquence, la séparation des administrateurs sera effective. Dès lors, Le Pax Funèbre (http://www.lepaxfunebre.be) et Organicland se concentrent sur un nouveau de sépulture écologique : La Sarcomusation (https://www.youtube.com/watch?v=-IRes5amJAE&t=7s)« Site internet du Parlement de Wallonie (http://www.parlement-wallonie.be/) », sur Parlement de Wallonie (consulté le 23 janvier 2024)

- 2023 :
  - 9 novembre : Après deux ans de blocage, à la suite d'une décision du ministre des Pouvoirs Locaux de Wallonie responsable des modes de sépulture, les essais menés, depuis ce printemps, par un centre de recherches agricoles agréé, à l’initiative de la coopérative à finalité sociale « Humusation », montrent que le compostage à chaud, mené dans des conditions bien contrôlées, est tout à fait performant pour décomposer complètement, en une centaine de jours, les chairs de dépouilles de porc[10]. Ces tests sont considérés comme illégaux[11].

- 2024 :
  - 17 janvier : Le gouvernement de la région Bruxelles-Capitale enterre définitivement l’Humusation pour la Belgique. Toute pratique est illégale.
  - La Coopérative Humusation met en place des Tests 2 pour humuser des porcs comme en conditions les plus proches de celles de corps humains Les résultats sont très concluants et il est très clair que l'Humusation fonctionne bien et même très bien.
  - 20 avril : Dans le cadre du mouvement en faveur de l'humusation, une situation préoccupante a été observée, notamment en raison du départ d'administrateurs associés à cette initiative. Ces administrateurs ont exprimé des inquiétudes quant à d'éventuelles répercussions judiciaires liées à leurs actions. Cette évolution soulève des questions sur la communication avec les coopérateurs ayant investi dans ce mode de sépulture. Les implications de ces départs pourraient influencer la viabilité de l'humusation et affecter la perception de cette pratique auprès du public ainsi que des partenaires financiers. Un suivi de l'évolution de la situation est recommandé pour assurer transparence et clarté concernant les enjeux juridiques qui se dessinent.
  - 6 juin : Suite à l'illégalité de cette pratique, une perquisition a été réalisée sur le site d'expérimentation de l'humusation des cadavres géré par l'association Agra-Ost à Trois- Ponts, à la demande d'une juge d'instruction. Environ 60 personnes, dont des policiers et des représentants de la DVI, ont participé à l'opération suite à une plainte. La ministre wallonne de l'Environnement, Céline Tellier, a indiqué n'avoir accordé aucune autorisation pour des tests d'humusation sur des animaux. Les dirigeants de la coopérative Humusation, ayant organisé un colloque sur le sujet en mai, plaident pour la poursuite des réflexions à ce sujet.
  - Les test 1 et les test 2 sont financée intégralement par les 520 coopérateurs. Le coopérative ayant été encouragée par la Commission de l'Environnement à poursuivre les tests comme l'avait suggéré le Pr Barret de l'UCLouvain dans la conclusion de son rapport.
  - Le 14 décembre la Coopérative publie ses résultats.

### Canada
Depuis 2010, le Ministère de l'Agriculture, de l'Alimentation et des Affaires Rurales de la Province d’Ontario préconise aux éleveurs industriels de faire le compostage des cadavres de leurs bovins à la ferme plutôt que de faire appel aux services d’équarrissage.

### États-Unis
- Depuis 2008, le Cornell Waste Management Institute, financé par le département des transports de New York, Cornell Cooperative Extension et le Collège d'Agriculture et des Sciences Vivantes, préconise de composter les biches et cerfs qui ont été percutés par des véhicules[13].
- En 2019, l’État de Washington légalise la méthode "Recompose[14]"[15]. Le gouverneur Jay Inslee la présente comme un « effort réfléchi pour réduire notre empreinte environnementale »[15]. Cette technique se rapproche de l’humusation dans une version plus « high tech » même si restant quelque peu différente. Le processus a depuis été légalisé dans d'autres États, dont la Californie et New York[16].

### France
Actuellement interdite en vertu de l'article 16-1-1 du Code civil qui dispose que « les restes des personnes décédées […] doivent être traités avec respect, dignité et décence ».
En 2016, le ministère de l'Intérieur répond à la sénatrice du Rhône Élisabeth Lamure (Les Républicains) que la pratique « soulèverait des questions importantes, tenant notamment à l’absence de statut juridique des particules issues de cette technique », et évoque la nécessité d'« une réflexion approfondie qui pourrait se poursuivre dans le cadre du Conseil national des opérations funéraires ».
En 2019, le mensuel Science et Vie souligne cependant que « les mentalités changent et, avec elles, le sens du « respect », de la « dignité » et de la « décence ». Ainsi, le cercueil est encore obligatoire, mais outre le bois, « les cercueils peuvent également être fabriqués dans un matériau ayant fait l'objet d'un agrément par le ministre chargé de la santé, après avis du Conseil supérieur d'hygiène publique de France », comme l'indique l'article R. 2213-25 du Code général des collectivités territoriales. Après leur utilisation en Europe du nord, des cercueils en « carton » (« matériau complexe de papier ») ont été mis sur le marché (moins coûteux et plus légers que les cercueils en bois).
En 2021, la députée de l'Isère, Elodie Jacquier-Laforge (Modem) propose devant l'Assemblée Nationale un amendement visant à légaliser l'humusation. Cet amendement est rejeté, mais la proposition de cette députée remet le débat à l'ordre du jour. Cette même parlementaire dépose en 2023 une proposition de loi.